# Косово у повељама српских владара
Косово у повељама српских владара је стручна монографија чији је уредник Ирена Арсић објављена 2000. године у издању Бесједе из Бања Луке и Ars Libriа из Београда. Део уводног текста уз сваку повељу упоредо је на српском и енглеском језику. Превод повеља је урадио Димитрије Богдановић.

## О књизи
Књига Косово у повељама српских владара представља тапију чији су Косово и Метохија - исказана кроз шеснаест повеља српских владара до краја 17. века. Књига је за подсећање, наук и памћење.
Књига представља капиталан подухват велике историјске и документарне вредности. Књига садржи повеље којима српски владари дарују манастирима велике поседе у областима Косова и Метохије. Прва повеља издата је 1198. године, одмах по установљењу српске власти над тим областима које су до тада биле под влашћу Византије. Издата је српском манастиру Хиландару, на Светој Гори. Каснији српски владари ће проширивати хиландарско властелинство у призренској области новим донацијама у пределима Метохије и Косова, о чему сведоче одреднице из дванаест хиландарских повеља, које се налазе у овој књизи. Династије које су потом долазиле на престо су даровале и друге светогорске манастире, Лазаревићи манастир Пантелејмон, а Бранковићи манастир Светог Павла, о чему сведочи шест повеља. Пантелејмонском повељом из 1428. године завршава се овај низ докумената, као што се са њеним издавачем, деспотом Ђурђем Бранковићем 1459. године, симболично као и код прве повеље, окончава самостални државни живот српског народа.
Немањићи су током 13. века имали и своје задужбине у Рашкој земљи. Неке повеље извештавају о томе да су с почетка 14. века на Косово пренели своје задужбине, гробне цркве. Косовске повеље сведоче о томе да је косовско-метохохијска област у то време била центар државе и њено географско-комуникационо полазиште њеног ширења према југу. Ту су градови и дворови, летњиковци и зимовници, ту је средиште цркве и власти, српски владари ту граде цркве за своја вечна боравишта - Милутин Бањску, Стефан Дечане, Душан Арханђеле код Призрена, а повеље којим асе оснивају су највеће и најсвечаније. Богато дарују стара епископска седишта, Љевишку у Призрену, Грачаницу на Косову и тих пет повеља доносе у целости и чине срж ове књиге.
У књизи Косово у повељама српских владара сви подаци које повеље садрже су аутентични и документовани. Оне садрже и законске одредбе за живот и рад на огромним властелинствима, сведочећи о складно уређеној држави. Повеље које се налазе у овој књизи су писане српским језиком, као такве представљају извор података, правних, географских, етничких, демографских, док у својим општим деловима, експозицима и аренгама, писаним класичним књижевним језиком, српскословенским, припадају високој литератури и историографији.
Међу повељама, тапијама српског народа које доказују чија је заправо земља на Косову и Метохији налазе се Жичка повеља Стефана Првовенчаног, Хиландарска повеља краља Драгутина, Повеља Светог Николе у Хвосну, Хиландарска повеља краља Милутина, Светостефанска повеља, Грачаничка повеља, Призренска повеља, Повеље кнегиње Милице, Повеље кнеза Лазара. Као потписници и издавачи повеља су и цар Душан, Ђурађ Бранковић, деспот Стефан Лазаревић, Мара Бранковић.